# Bakalan Krapyak
Bakalan Krapyak is een bestuurslaag in het regentschap Kudus van de provincie Midden-Java, Indonesië. Bakalan Krapyak telt 6628 inwoners (volkstelling 2010).